# 中国抗日战争牺牲者列表
中国抗日战争牺牲者列表列出抗戰時期，犧牲的國民政府军队中的著名将士、民间抗日武装的战士、公职或其他非军事人员、支援中国抗战的国际友人和志愿者，以及部分其他著名人士。
名錄按漢語拼音字首、犧牲年份和姓氏筆劃排序如下：
A B C D F G H J K L M P Q R S T W X Y Z

## A
| 姓名   | 职务或身份                             | 军衔             | 牺牲日期      | 牺牲地点       | 备注 |
| ------ | -------------------------------------- | ---------------- | ------------- | -------------- | ---- |
| 安德馨 | 東北軍獨立第9旅626團營長               | 陆军少將（追赠） | 1933年1月3日  | 山海关         |      |
| 安顺福 | 东北抗日联军第四军被服厂厂长           |                  | 1938年10月    | 黑龙江省林口县 |      |
| 安顺花 | 东北抗日联军第2军缝纫队队长            |                  | 1937年3月26日 | 吉林           |      |
| 艾亚春 | 国民革命军陆军第17军84师野战补充团团长 | 陆军少将（追赠） | 1941年5月11日 | 山西长治焦家庄 |      |

## B
| 姓名     | 职务或身份                        | 军衔     | 牺牲日期       | 牺牲地点         | 备注                 |
| -------- | --------------------------------- | -------- | -------------- | ---------------- | -------------------- |
| 白求恩   | 加美援华医疗队医生                |          | 1939年11月12日 | 河北唐县黄石口村 | 因手术感染去世       |
| 白乙化   | 八路军冀热察挺进军第10团团长      |          | 1941年2月      | 河北滦平         |                      |
| 白文冠   | 河北省献县东辛庄村民              |          | 1941年9月3日   | 河北献县东辛庄   | 绝食而亡，马本斋之母 |
| 包森     | 八路军冀东军分区副司令员          |          | 1942年2月17日  | 河北遵化野瓠山   |                      |
| 卜榮久   | 八路军冀热辽军区卫生部政治委员    |          | 1944年10月17日 | 河北唐山杨家铺   |                      |
| 白毓麟   | 东北军第12旅635团团长             | 陸軍上校 | 1933年3月      | 北京古北口       |                      |
| 八百壮士 | 国民革命军陆军第9集团军88师524团  |          | 1937年10月     | 上海四行仓库     |                      |
| 白子峯   | 辽宁抗日救国军第5路军副司令       |          | 1933年9月27日  | 辽宁开原         |                      |
| 白君实   | 中国少年铁血军总司令兼第3路军指挥 |          | 1939年3月      | 辽宁凤城         |                      |

## C
| 姓名   | 职务或身份                                       | 军衔             | 牺牲日期       | 牺牲地点           | 备注 |
| ------ | ------------------------------------------------ | ---------------- | -------------- | ------------------ | ---- |
| 陈荣久 | 东北抗日联军第7军军长兼第1师师长                 |                  | 1937年3月      | 黑龙江饶河大顶子山 |      |
| 蔡炳炎 | 国民革命军陆军第18军67师201旅旅长                | 陆军中将（追赠） | 1937年8月27日  | 上海陆家宅         |      |
| 蔡洙桓 | 中共和龙县委首任书记                             |                  | 1931年         | 吉林省和龙县       |      |
| 陈宇寰 | 八路军冀东抗日联军副司令员                       |                  | 1938年10月10日 | 天津赵各庄         |      |
| 陈钟书 | 国民革命军陆军第60军183师542旅旅长               | 陆军中将（追赠） | 1938年4月22日  | 山东枣庄台儿庄区   |      |
| 陳錦秀 | 八路军第115师344旅688团团长                      |                  | 1938年1月22日  | 河北平山           |      |
| 陈德馨 | 国民革命军陆军第55军29师86旅旅长                 | 陆军中将（追赠） | 1938年9月7日   | 湖北汉口           |      |
| 陈芝馨 | 中央軍校第四分校中將主任兼高級軍官教育班主任     | 陸軍中將         | 1938年10月6日  | 廣東佛山三水馬口河 |      |
| 陈安宝 | 国民革命军陆军第29军军长兼第79师师长             | 陆军中将         | 1939年5月7日   | 江西南昌           |      |
| 陈文彬 | 八路军津南抗日自卫军政治委员                     |                  | 1940年         | 河北新河           |      |
| 陈翰章 | 东北抗日联军第1路军3方面军指挥                   |                  | 1940年12月8日  |                    |      |
| 陈玉振 | 中共磐石县委特务队首任队长，抗联少年营第二任营长 |                  | 1933年12月15日 | 吉林磐石           |      |
| 陈光华 | 朝鲜义勇军领导人                                 |                  | 1942年         | 河北涉县           |      |
| 曹亚范 | 东北抗日联军第1路军1方面军指挥                   |                  | 1940年4月8日   | 吉林靖宇濛江龙泉   |      |
| 曹基锡 | 中共东满特支宣传部长兼延吉区委书记               |                  | 1932年4月27日  | 吉林延吉县         |      |
| 寸性奇 | 国民革命军陆军第3军12师师长                      | 陆军中将         | 1941年5月13日  | 山西夏县毛家沟     |      |
| 陈明   | 山东省战时工作推行委员会副主任委员兼秘书长       |                  | 1941年11月30日 | 山东费县大谷台     |      |
| 陈中柱 | 国民革命军陆军鲁苏皖边区游击第4纵队司令          | 陆军少将         | 1941年6月      | 江苏兴化           |      |
| 陈文杞 | 国民革命军陆军第80军新编27师参谋长               |                  |                |                    |      |
| 陈若克 | 山东省妇女救国联合会常务委员                     |                  |                |                    |      |
| 陳子斌 | 八路军第129师新编4旅10团团长                     |                  | 1942年4月29日  |                    |      |
| 崔曙光 | 中共陕甘宁边区党委秘书长                         |                  |                |                    |      |
| 常德善 | 八路军冀中军区第8军分区司令员                    |                  |                |                    |      |
| 陈飞龙 | 国民革命军陆军第58军新编10师代理师长             |                  |                |                    |      |
| 柴意新 | 国民革命军陆军第74军58师参谋长兼第169团团长      |                  |                |                    |      |
| 陈宝风 | 八路军山东军区民兵飞行爆炸组组长                 |                  |                |                    |      |
| 陈绍堂 | 国民革命军陆军第47军104师步兵指挥官              |                  |                |                    |      |
| 陈济桓 | 国民革命军陆军第16集团军桂林城防司令部参谋长     |                  |                |                    |      |
| 程仲一 | 中共绥南专署专员                                 |                  |                |                    |      |
| 才山   | 八路军冀热辽军区副参谋长                         |                  |                |                    |      |
| 曹世范 | 八路军鲁中军区第1团1营2连副排长                  |                  |                |                    |      |
| 蔡朝焜 | 国民革命军第139师716团团长                       | 陆军上校         | 1937年11月16日 | 江蘇常熟港鎮謝家橋 |      |
| 曹克人 | 国民革命军第99軍99師295團第1營營長               | 陆军少校         |                |                    |      |
| 蔡冠生 | 国民革命军第19师55团副团长                       | 陆军中校         |                |                    |      |
| 蔡绍清 | 国民革命军第134师804团下士                       | 陆军下士         |                |                    |      |
| 成本华 |                                                  |                  | 1938年         | 安徽和县           |      |
| 陈昭礼 | 新四军驻武汉办事处主任                           |                  |                |                    |      |
| 成庆龙 | 中国国民救国军第12路别动队总指挥                 |                  |                |                    |      |
| 初向辰 | 中国工农红军第32军南满游击队总队政治委员         |                  |                |                    |      |
| 曹国安 | 东北抗日联军第1路军2师师长兼政治委员             |                  |                |                    |      |
| 陈宜胜 | 中共盂（县）平（定）阳（曲）寿（阳）中心县委书记 |                  |                |                    |      |
| 陈锡纯 | 国民革命军空军第2航空大队9中队飞行员             |                  |                |                    |      |
| 曹炳   | 国民革命军陆军第19军72师433团团长                |                  |                |                    |      |
| 陈怀民 | 国民革命军空军第4航空大队飞行员                  |                  |                |                    |      |
| 蔡如柏 | 国民革命军陆军第66军160师956团团长               |                  |                |                    |      |
| 陈纯一 | 国民革命军陆军第13军4师23团团长                  |                  |                |                    |      |
| 陈蕴瑜 | 国民革命军陆军第8军102师304团团长                |                  |                |                    |      |
| 常有钧 | 东北抗日联军第3军新编3师政治部主任               |                  |                |                    |      |
| 陈一华 | 八路军第120师雁北第6支队参谋长                   |                  |                |                    |      |
| 陈龙飞 | 八路军山东纵队第5支队64团团长                    |                  |                |                    |      |
| 陈伯衡 | 八路军山东纵队第6支队1团团长                     |                  |                |                    |      |
| 陈琴   | 琼崖人民抗日自卫团独立总队琼侨服务总团副团长     |                  |                |                    |      |
| 陈荻   | 八路军晋察冀军区冀东军分区政治部宣传科科长       |                  |                |                    |      |
| 陈文甫 | 新四军第6支队3总队8团副团长                      |                  |                |                    |      |
| 陈群   | 八路军晋察冀军区冀东军分区12团团长               |                  |                |                    |      |
| 陈钦文 | 国民革命军陆军第13军110师330团团长               |                  |                |                    |      |
| 陈新一 | 新四军第6师江南东路保安司令部警卫1团参谋长       |                  |                |                    |      |
| 陈震寰 | 新四军江南抗日义勇军第2路副司令员                |                  |                |                    |      |
| 曹克人 | 国民革命军陆军第99军99师295团1营营长             |                  |                |                    |      |
| 曹德辉 | 新四军第6师江南东路保安司令部警卫1团政治委员     |                  |                |                    |      |
| 崔健吾 | 八路军冀中军区卫生学校教员兼军医                 |                  |                |                    |      |

## D
- 邓铁梅 东北民众自卫义勇军第28路军司令
- 邓玉琢 国民革命军陆军第67军107师参谋长
- 邓佐虞 国民革命军陆军第75军139师参谋长
- 丁思林 八路军第129师386旅新1团团长
- 邓永耀 八路军第129师东进纵队政治部主任
- 董毓华 八路军冀东抗日联军司令员
- 董天知 八路军第129师决死队3纵队政治委员
- 杜子孚 八路军冀鲁边军区第1军分区政治委员
- 窦来庚 山东省保安第17旅旅长
- 戴安澜 国民革命军陆军第5军第200师师长
- 邓振询 苏南行政公署副主任
- 丁振军 中共冀热边特委第4地委书记
- 戴民權 陆军 中将 第39軍副軍長兼豫南遊擊隊第五縱隊司令
- 丁炳权 陆军 中将 第8军197師師長兼長沙警備司令
- 董少白 八路军山东纵队第2支队参谋长
- 董秋农 八路军东进抗日挺进纵队政治部敌工部部长
- 杜伯华 八路军晋察冀军区卫生部副部长
- 段生 归凉县南四区游击队队长
- 德勒格尔 第三国际驻北平总联络员

## F
- 冯安邦 国民革命军陆军第42军军长
- 范荩 国民革命军陆军第54军198师副师长
- 范筑先 山东省第6区行政公署专员兼保安司令
- 方叔洪 国民革命军陆军第51军114师师长
- 范子侠 八路军第129师新编10旅旅长兼太行军区第6军分区司令员
- 符竹庭 八路军滨海军区政治委员
- 付忠貴 陆军 少将 山東魯北游擊軍總司令
- 方振武 察哈爾民眾抗日同盟軍總司令兼北路前敵總指揮
- 傅显明 东北抗日联军第5军2师师长
- 范廷兰 国民革命军陆军第1战区游击第4总队总队长
- 范树民 聊城青年抗日挺进大队大队长
- 范郁文 八路军察绥游击纵队政治部宣传科科长
- 冯治纲 东北抗日联军第3路军龙北指挥部指挥
- 方强 盐东县抗日民主政府县长
- 冯丕让 东北抗日联军第5军副官长

## G
- 高志航 空军驱逐机部队司令兼第4航空大队大队长
- 官惠民 国民革命军陆军第4军90师270旅旅长
- 高致嵩 国民革命军陆军第9集团军88师264旅旅长
- 郭征 八路军第120师独立1旅参谋长
- 官楚印 新四军豫鄂挺进纵队路东总队政治委员
- 顾士多 新四军江北游击纵队第2团副团长
- 顾永田 晋西北行政公署8分区专员
- 郭猛 新四军第1师2旅4团政治委员
- 郭陆顺 八路军第3纵队回民支队政治委员
- 郭国言 八路军太行军区第3军分区司令员
- 郭好礼 八路军冀南军区第1军分区参谋长兼路南支队司令员
- 高捷成 冀南银行总行行长
- 高小安 八路军晋察冀军区第13军分区1区队副区队长
- 宫川英男 日本人民解放同盟冀鲁豫边区协议会副委员长兼冀鲁豫边区参议员
- 桂干生 八路军冀南军区第1军分区司令员
- 郭子斌 陆军 中将 第30暫編師師長
- 高道先 陆军 少将 山東游擊隊鐵道破壞隊總隊長
- 关耀洲 吉林抗日义勇军第5路军司令
- 高鹏振 东北国民救国军司令
- 关化新 东北抗日联军第3军2师师长
- 高敬亭 新四军第4支队司令员
- 郭企之 曲周县抗日民主政府县长
- 龚选登 国民革命军陆军第79军76师参谋长
- 高禹民 东北抗日联军第3路军3支队政治委员
- 高凤英 蒙古抗日游击队队长
- 郭铁坚 东北抗日联军第3路军9支队参谋长

## H
- 郝梦龄 国民革命军陆军第9军中將（追贈上將）军长（1937年10月16日於山西南懷化殉國）
- 黄梅兴 国民革命军陆军第9集团军88师264旅旅长
- 洪麟阁 八路军冀东抗日联军副司令员兼第3路总指挥
- 黄启东 国民革命军陆军第27军23师参谋长
- 黄海峰 东北抗日联军一路军警卫旅一团政委
- 韩明柱 八路军胶东抗日联军指挥部副指挥
- 胡发坚 新四军第1支队参谋长兼江南抗日义勇军第3路副司令员
- 胡一新 八路军第120师独立6支队政治委员
- 黄振亚 琼崖抗日游击队独立总队第3大队队长
- 何云 《新华日报》华北版社长兼总编辑
- 洪振海 八路军鲁南铁道游击大队大队长
- 黄骅 八路军冀鲁边军区司令员
- 韩增丰 八路军晋察冀军区第4军分区8区队区队长
- 何万祥 八路军第115师教导2旅6团2连连长
- 黄永淮 国民革命军陆军第31集团军高级参谋兼新编第29师副师长
- 黄魂 琼崖抗日游击队独立总队政治部主任
- 胡义宾 陆军 少将 第96师师长
- 扈先梅 陆军 少将 第51军114师341旅旅长
- 华品章 陆军 少将 第72军88師262旅副旅长
- 韓應斌 陸軍 少將 第18軍11師32旅62團代理團長
- 韩宪元 陆军 少将 第72军88師262旅524团团长
- 胡旭盱 陆军 少将 第3戰區第1突擊隊司令
- 黃仙谷 陸軍 少將 第3軍第12師36團團長 追贈少將
- 韓炳宸 陆军 少将 山東第13戰區敵後保安副司令
- 黄毓全 空军中央航空第6队分队长
- 韩家麟 黑龙江抗日义勇军总参议
- 胡泽民 中国国民救国军副总参谋长
- 何忠国 东北抗日同盟军第4军政治部主任
- 韩浩 东北人民革命军第1军1师师长
- 韩震 东北人民革命军第1军1师军需部长
- 华品章 国民革命军陆军第72军88师补充旅1团团长
- 郝贵林 东北抗日联军第3军4师师长
- 黄纪福 国民革命军陆军第66军159师477旅副旅长
- 韩宪元 国民革命军陆军第72军88师524团团长
- 何畏 东北抗日联军第4军警卫员
- 何信 空军第3航空大队8中队副中队长
- 胡凤林 华北游击纵队第13支队12梯队司令员
- 胡文臣 国民革命军陆军第8军游击3团团长
- 洪涛 山东人民抗日联军独立第1师师长
- 黄莺 空军第3航空大队8中队飞行员
- 扈先梅 国民革命军陆军第51军114师340旅旅长
- 侯国忠 东北抗日联军第1路军第3方面军副指挥
- 郝玉明 八路军晋察冀军区游击军政治部副主任
- 黄天贵 国民革命军陆军预备第9师25团3营营长
- 黄玉清 东北抗日联军第2路军总部政务处主任
- 胡光 中共榆（次）太（谷）联合县委书记
- 黄红 国民革命军陆军第37军95师284团团长
- 黄才胜 新四军第1师3旅7团团长
- 黄全德 新四军第5师鄂南独立5团政治委员
- 黄志强 广东人民抗日游击队第3大队民运队长
- 黄重厚 “联抗”独立支队支队长
- 韩仁和 东北抗日联军第1路军总司令部参谋兼警卫旅政治委员
- 韩朝新（女） 冀中区妇救会主任

## J
- 姜玉贞 国民革命军陆军第66师196旅旅长
- 江上青 中共皖东北特委委员
- 节振国 八路军冀东抗日联军第2路司令部直属特务第1大队大队长
- 金方昌 中共代县县委宣传部副部长兼城关区委书记
- 姜墨林 东北抗日联军第2路军总指挥部直属教导团青年义勇军小队长
- 贾力更 晋绥游击区行政公署驻绥察办事处蒙政处处长
- 蒋志英 陆军 中将 浙江台州守备司令
- 江春炎 陆军 少将 第114師參謀長
- 蔣鐵軍 陸軍 第109師師長
- 金伯阳 中共满洲省委常委
- 景振卿 东北民众救国军副总司令兼前敌总指挥
- 金剑啸 《大北新报画刊》主编
- 纪儒林 中共南满省委委员
- 江惟仁 江苏省绥靖公署参议
- 纪鸿儒 国民革命军陆军第74军51师302团团长
- 金正国 东北抗日联军第11军政治部主任
- 金　根 东北抗日联军第八军一师、三师政治部主任
- 金　勋 中共汪清县首任委书记
- 金相和 中共汪清县委书记
- 金昌根 中共第四届磐石中心县委书记
- 金顺德 东北人民革命军第二军独立师第一团团长
- 金伯万 密山抗日游击队副队，东北抗日同盟军第四军第三团政委
- 金锦女 抗日烈士
- 金顺姬 延边地区最早的中共女党员之一，也是九一八事变后首位被日军杀害的中共女党员
- 金明均 中共延和县委军事部长、汪清县委军事部长
- 金连城 国民革命军陆军第8军3师9旅副旅长
- 金道松 八路军留守兵团保安司令部关中军分区副司令员
- 姜克智 东北抗日联军第7军1师副师长
- 荆维德 八路军第129师先遣纵队2团团长
- 金崇印 国民革命军陆17军参谋长
- 蒋志英 浙东沿海台州守备指挥部指挥官
- 焦守健 中共献（县）青（县）沧（县）交（河）中心县委书记

## K
| 姓名     | 职务或身份                            | 军衔 | 牺牲日期       | 牺牲地点     | 备注 |
| -------- | ------------------------------------- | ---- | -------------- | ------------ | ---- |
| 库里申科 | 苏联空军志愿队大队长                  |      | 1939年10月14日 | 重慶萬縣     |      |
| 孔慶同   | 八路军冀中军区第8军分区司令员         |      | 1942年10月20日 | 河北河間左莊 |      |
| 柯棣华   | 印度援华医疗队医生                    |      | 1942年12月9日  | 河北唐縣     |      |
| 阚维雍   | 国民革命军陆军第31军131师师长         |      | 1944年11月8日  | 廣西桂林     |      |
| 孔昭同   | 八路军第115师曲泗邹滕费五县游击队司令 |      | 1940年11月11日 | 山東平邑     |      |

## L
- 刘三春 东北人民革命军南满第1游击大队政治委员
- 李國良 軍事委員會天水行營軍訓處中將處長
- 李红光 东北人民革命军第1军参谋长兼第1师师长
- 李世超 中共满洲省委代理秘书长
- 李学忠 东北抗日联军第2军政治部主任
- 乐以琴 空军第4航空大队22中队分队长
- 李兰池 国民革命军陆军第57军112师副师长
- 李伯蛟 国民革命军陆军第28军63师187旅旅长
- 罗策群 国民革命军陆军第66军159师副师长
- 梁鉴堂 国民革命军陆军第33军69师203旅旅长
- 刘连科 八路军冀东抗日联军参谋长
- 刘桂五 国民革命军陆军骑兵第2军6师师长
- 刘震东 国民革命军陆军第5战区司令部高级参谋兼第2路游击司令
- 劉明旭 八路軍129師太岳縱隊兼太岳軍區司令部機要科科長
- 刘用国 东北人民革命军第一军独立师党支部书记
- 刘曙华 东北抗日联军第8军政治部主任
- 李延平 东北抗日联军第4军长
- 李学福 东北抗日联军第7军长
- 理琪 山东人民抗日救国军第3军司令员兼军政委员会主席
- 冷云（女）陆军 東北抗日聯軍第2路軍第5軍婦女團士兵
- 李林 八路军第129师新编9旅25团团长兼政治委员
- 李林（女） 晋绥边区第11行政公署委员
- 李根淑（女）东北抗日联军第四军宣传部长兼妇女主任
- 李启东 东北反日游击队哈东支队（东北抗日联军第三军前身）经济部长
- 李春满 中共汤原县委和中共汤原中心县委书记
- 李光 汪清县抗日游击队李光别动队队长
- 李荣 八路军冀南军区第4军分区司令员兼政治委员
- 罗化成 新四军第2支队政治部主任
- 鲁雨亭 新四军第6支队1总队总队长
- 刘子超 八路军山东纵队政治部宣传部部长
- 刘海涛 八路军鲁中军区司令员
- 李寿龄 中共山东清中地委书记
- 林铎 八路军第115师卫生部政治委员
- 罗忠毅 新四军第6师参谋长兼第16旅旅长
- 赖传湘 国民革命军陆军第10军190师副师长
- 廖海涛 新四军第6师16旅政治委员兼政治部主任
- 李永安 八路军冀鲁边军区渤海军区第3军分区司令员
- 李竹如 山东省战时工作推行委员会秘书长
- 李贞乾 湖西行政公署专员
- 李松霄 冀南第5专署专员
- 陆升勋 八路军胶东军区副司令员
- 林心平（女） 金坛、溧阳、宜兴、武进、丹阳五县抗日联合政府文教科科长
- 林伯熙 琼崖抗日游击队独立总队第3支队支队长
- 李忠 八路军冀南军区第2军分区政治委员
- 鲁宝琪 八路军鲁中军区敌工部部长
- 雷烨 八路军晋察冀军区冀东军分区政治部组织科科长
- 卢广伟 国民革命军陆军骑兵第5军8师副师长兼政治部主任
- 吕公良 国民革命军陆军第15军新编29师师长兼许昌警备司令
- 吕旃蒙 国民革命军陆军第31军参谋长
- 李汉卿 新四军第5师赣北指挥部指挥长
- 李家钰 国民革命军陆军第36集团军总司令兼第47军军长
- 李翰卿 陸軍 中將 第74军57師步兵指揮官
- 李鞏良 陸軍 中將 軍訓部錙重總監
- 盧廣偉 陸軍 少將 第8騎兵師副師長
- 梁希賢 陸軍 少將 第80军第27新編师副师长
- 林相侯 陸軍 少將 第20軍135師805團團長
- 張樹楨 陸軍 上校 第72师416團上校團長 追贈少將
- 劉芳貴 陸軍 上校 第21師第122團團長
- 李杰 陸軍 第72軍88師團長
- 罗芳珪 陆军 13军第89师529团团长
- 狼牙山五壮士[註 1] 八路军晋察冀军区第1军分区1团7连6班
- 刘老庄连八十二烈士 新四军第3师7旅19团2营4连
- 李玉 东北民众抗日义勇军第17路军副司令
- 李春润 东北民众抗日义勇军第3军团副总指挥
- 李光林 东北反日联合军第5军2师政治部主任
- 李成林 中共勃利县委书记
- 李松波 东北人民革命军第1军2师参谋长
- 李秋岳（女） 中共延（寿）方（正）特支书记
- 李敏焕 东北抗日联军第1军1师参谋长
- 梁锡福 辽宁民众自卫军第1方面军第11路军司令
- 卢仪欧 国民革命军陆军第19军70师215旅429团团长
- 刘启文 国民革命军陆军第67军108师322旅旅长
- 刘国用 国民革命军陆军第74军58师147旅副旅长
- 刘眉生 国民革命军陆军第14军85师253旅510团团长
- 刘家麒 国民革命军陆军第9军54师师长
- 刘粹刚 空军第5航空大队24中队中队长
- 李天柱 东北抗日联军第4军2师师长
- 李友梅 国民革命军陆军第1军1师2旅4团团长
- 李东光 中共南满省委组织部部长
- 李绍嘉 国民革命军陆军第83军156师468旅副旅长
- 李海青 察哈尔民众抗日同盟军第16军军长
- 李维藩 国民革命军陆军第18军67师402团团长
- 李福林 东北抗日联军第三军第一师政治部主任，哈东游击队司令
- 蓝运东 国民革命军陆军预备第10师参谋长
- 雷震 中央陆军军官学校教导总队第3旅副旅长
- 路景荣 国民革命军陆军第54军98师583团团长
- 吕汝爽 国民革命军陆军第32军139师1旅副旅长
- 吕晓韬 国民革命军陆军第17军84师501团团长
- 吕基淳 空军第4航空大队23中队中队长
- 刘北海 国民革命军陆军第58军新编10师2旅4团团长
- 刘礼年 八路军第120师359旅717团政治委员
- 刘阳生 国民革命军陆军第70军19师57旅114团团长
- 刘湛恩 上海沪江大学校长
- 李必蕃 国民革命军陆军第20集团军23师师长
- 李桂丹 空军第4航空大队大队长
- 李润民 冀东抗日联军第3梯队梯队长
- 拉赫曼诺夫 苏联空军志愿队战斗机大队大队长
- 罗芳珪 国民革命军陆军第13军89师529团团长
- 鹿省三 八路军鲁东游击第7支队政治委员
- 梁雷 偏关县抗日民主政府县长
- 梁佐勋 国民革命军陆军第66军160师958团团长
- 雷忠 国民政府军事委员会皖北军事联络委员兼游击副总指挥
- 刘廷仲 东北抗日联军第7军3师政治部主任
- 刘震英 新四军江南指挥部新编第6团政治处主任
- 李文彬 东北抗日联军第5军3师师长
- 李苍江 中共鄂豫边区党委机关报《七七报》主编
- 李剑卜 八路军第3纵队兼冀中军区独立第2支队参谋长
- 李曦晨 八路军山东纵队第3支队独立团政治委员
- 林英灿 国民革命军陆军第62军152师副师长
- 雷炎 东北抗日联军第3路军西北临时指挥部第4支队支队长
- 卢启明 丰（润）滦（县）迁（安）联合县抗日民主政府县长
- 刘洪雄 中共归绥工委组织部部长
- 刘景胜 新四军津浦路东联防司令部独立2团政治委员
- 李　复 新四军第2支队独立2团副团长
- 李大光 八路军山东纵队第5支队15团政治委员
- 李佐民 八路军山东纵队第5支队62团政治委员
- 李和辉 八路军晋察冀军区第2军分区19团团长
- 李绍桥 八路军山东纵队第5旅13团团长
- 柳万熙 东北抗日联军第1军3师政治部主任
- 凌则之 八路军第129师决死1纵队25团政治委员
- 鲁贲 中共冀中区党委副书记兼民运部部长
- 刘涛 八路军山东纵队蒙山支队政治委员
- 刘萍 徐水县抗日民主政府县长
- 刘世焱 国民革命军陆军暂编第8师1团团长
- 刘幼林 濮（阳）长（垣）滑（县）东（明）浚（县）五县专员
- 刘仲羽 泰西地区动委会副主任兼《团结报》总编辑
- 刘克信 河北民军总指挥部总参议兼参谋长
- 刘保罗 鲁迅艺术学院华中分院戏剧系主任
- 刘锡彤 冀东抗日联军第2梯队梯队长
- 李培根 镇江县抗日民主政府代理县长
- 李联奎 中共五台县委宣传部干事
- 李翰卿 国民革命军陆军第74军57师步兵指挥官
- 凌云 新四军江北游击纵队政治部秘书科科长兼总务科科长
- 梁世奉 朝鲜革命军总司令
- 梁希贤 国民革命军陆军第80军新编27师副师长
- 梁学岸 五寨县抗日民主政府县长兼游击大队大队长

## M
- 孟杰民 中国工农红军第32军南满游击队总队长兼第1大队大队长
- 馬爾琴科夫 苏联空军志愿队队员
- 马威龙 国民革命军陆军第27军46师136旅旅长
- 马耀南 八路军山东纵队第3支队司令员
- 牟光仪 中共胶东区党委职工部部长
- 茅丽瑛（女） 中国职业妇女俱乐部主席
- 马振华 中共冀鲁边区津南地委书记
- 马定夫 八路军第129师新编10旅30团政治委员
- 孟昭煜 八路军鲁南独立支队政治委员
- 马本斋 八路军冀鲁豫军区第3军分区司令员兼回民支队司令员
- 马晓云 八路军渤海军区第6军分区副司令员
- 马玉仁 陆军 中将 苏鲁战区第1路抗日游击军司令
- 马立训 八路军鲁南军区第1军分区3团1营1连2排排长
- 马应元 八路军太行军区第3军分区民兵指导员兼飞行射击爆炸组组长
- 马石山十勇士 八路军胶东军区第5旅13团7连6班
- 马兴周 东北民众抗日义勇军第16路军参谋长
- 苗可秀 中国少年铁血军总司令
- 孟泾清 中共吉东特委组织部部长
- 马玉田 察哈尔省保安第1旅旅长
- 马德山 东北抗日联军第6军1师师长
- 马骥德 国民革命军陆军第32军139师2旅副旅长
- 毛岱钧 国民革命军陆军预备第9师35团团长
- 梅一平 海军守备队司令
- 马庆华 新四军睢杞太独立大队政治委员
- 马秉忠 国民革命军陆军暂编骑兵第1师2旅旅长
- 马霄鹏 中共苏鲁豫区党委宣传部部长
- 马玉仁 国民革命军陆军鲁苏战区第1路游击司令
- 马文良 中共西北工作委员会三边回民巡视团特支书记兼团长

## N
- 尼基福罗维奇 苏联空军志愿队队员

## P
- 龐漢楨 国民革命军陆军第7军170师510旅旅长
- 彭雄 新四军第3师参谋长
- 彭士量 国民革命军陆军第73军暂编5师师长
- 彭雪枫 新四军第4师师长兼政治委员
- 裴治雲 中共汤原中心县委书记
- 裴成春 东北人民革命军第六军被服厂厂长兼党支部书记
- 朴翰宗 东北人民革命军第一军参谋长
- 朴元灿 第二届中共磐石中心县委书记
- 朴凤南 中共密山县委书记，密山抗日游击队主要创始人
- 潘庆由 中共宁安中心县委书记、中共绥宁中心县委书记、中共吉东局组织部长
- 龐泰峰 国民革命军陆军第53军91师272旅副旅长
- 彭璋 国民革命军陆军第22军50师副师长
- 彭德大 八路军第120师大青山骑兵支队政治部主任

## Q
- 秦霖 国民革命军陆军第7军171师511旅旅长
- 丘东平 鲁迅艺术学院华中分院教导主任
- 乾云清 八路军冀中军区第6军分区40区队区队长
- 齐学启 陆军 中将 第38新編师副师长
- 丘之紀 税警总团第5团团长
- 全正喜 空军第2航空大队14中队中队长
- 秦慶武 国民革命军陆军第70军19师113团团长
- 喬桂淨 国民革命军陆军第8战区绥远抗日自卫军副指挥
- 齊殿選 广灵县抗日民主政府县长
- 邱鐵生 国民革命军陆军第96军独立47旅副旅长
- 邱积成 八路军第129师政治部锄奸部部长（病逝）
- 錢遠鏡 中共鄂南特委统战部部长兼中共咸宁县委书记
- 权永壁 中共长白县委书记

## R
| 姓名   | 职务或身份                             | 军衔 | 牺牲日期       | 牺牲地点       | 备注 |
| ------ | -------------------------------------- | ---- | -------------- | -------------- | ---- |
| 饶国华 | 国民革命军陆军第21军145师师长          |      | 1937年12月1日  | 安徽广德       |      |
| 任光   | 音乐家                                 |      | 1941年1月12日  | 安徽泾县       |      |
| 任常伦 | 八路军胶东军区第5旅14团1营5连3排副排长 |      | 1944年11月14日 |                |      |
| 任邁   | 中共丹南中心县委副书记兼组织部部长     |      | 1941年2月      | 江蘇镇江寶堰鎮 |      |
| 瑞德   | 美国志愿援华航空队飞行员               |      | 1944年12月19日 |                |      |
| 阮務德 | 冀东抗日联军第23总队政治主任           |      | 1938年11月8日  | 河北盧龍       |      |

## S
- 孙铭武 辽东血盟抗日救国军总司令
- 孙永勤 民众抗日救国军军长
- 宋铁岩 东北抗日联军第1军政治部主任
- 沈东平 中共河南省委委员兼中共豫东特委书记
- 萨师俊 海军第1舰队中山舰舰长
- 申　春 中共延（吉）和（龙）县委军事部长、珲春县委军事部长，药水洞苏维埃政府主要创建人
- 孙春林 八路军胶东军区南海军分区司令员
- 苏精诚 八路军第129师386旅政治部主任兼太岳军区政治部主任
- 石景芳 八路军冀鲁边军区第1军分区司令员
- 孙开楚 八路军总部后勤部军工部政治委员
- 孙伯龙 八路军鲁南军区副司令员
- 孙毅民 八路军冀南军区第4军分区政治委员
- 石嘉植 八路军冀南军区政治部敌工部行动科科长
- 孙明瑾 国民革命军陆军第10军预备10师师长
- 沈国栋 新四军第5师江南指挥部指挥长
- 史蔚馥 陆军 少将 广西绥靖公署高级参谋（被俘后被日军刺死）
- 孙铭宸 东北民众抗日义勇军第3军团总参议兼第4梯队司令
- 苏剑飞 东北人民革命军第1军南满第1游击大队大队长
- 史忠恒 东北抗日联军第1路军5师师长
- 石焕然 国民革命军陆军第19军70师205旅410团团长
- 司徒非 国民革命军陆军第66军160师参谋长
- 沈崇诲 空军第2航空大队9中队分队长
- 商香阁 冀东抗日联军蓟县第5总队总队长
- 邵一之 国民革命军陆军第5军200师600团团长
- 史钦琛 八路军第129师新编8旅22团政治委员
- 苏晓风 八路军山东纵队第5旅13团政治委员
- 宋子良 八路军山东纵队第5支队14团副团长
- 舒汉璧 国民革命军陆军新编13师工兵营营长
- 石作衡 国民革命军陆军第43军70师师长
- 司璧瑾 晋北县抗日民主政府县长
- 宋　澄 八路军山东纵队司令部第5科科长
- 宋鸣皋 八路军平西区昌宛游击队第一纵队司令员

## T
- 佟麟阁 国民革命军陆军第29军副军长
- 滕久寿 国民革命军陆军第19路军吴淞要塞司令部参谋长
- 童长荣 中共东满特委书记
- 唐聚伍 国民革命军陆军东北游击司令
- 唐淮源 国民革命军陆军第3军军长
- 田守尧 新四军第3师8旅旅长
- 唐克威 中共水东地委书记
- 田霖 吉林人民抗日自卫军司令
- 唐惠洽 上海保安总团参谋主任
- 田耘 国民革命军陆军第75军13师37旅73团团长
- 田珍 八路军第129师供给部兵工厂政治委员

## W
- 王德泰 东北抗日联军第1路军副总司令兼第2军军长
- 王仁斋 东北抗日联军第1军3师师长
- 王耿 中共辽西特委书记
- 吴克仁 国民革命军陆军第67军军长
- 吴继光 国民革命军陆军第74军58师174旅旅长
- 王平陆 华北抗日联军第3军区1支队司令员
- 王光宇 东北抗日联军第4军副军长
- 王祯祥 国民革命军陆军第12军20师副师长
- 王铭章 国民革命军陆军第41军122师师长
- 王锡山 国民革命军陆军第53军91师副师长
- 王禹九 国民革命军陆军第79军参谋处处长
- 王根英（女） 八路军第129师供给部财经干部学校政治指导员
- 吴焜 新四军江南抗日义勇军副总指挥兼第2路司令员
- 魏大光 八路军第120师独立2旅旅长
- 王溥 八路军晋察冀军区游击军司令员
- 吴隆煮 八路军第129师386旅17团副团长
- 闻允志 八路军冀鲁豫军区第1军分区政治委员
- 王立人 八路军第115师政治部敌工部部长
- 王竣 国民革命军陆军第80军新编27师师长
- 汪亚臣 东北抗日联军第10军军长
- 巫恒通 新四军第6师16旅47团团长
- 武士敏 国民革命军陆军第98军军长
- 魏拯民 东北抗日联军第1路军副总司令
- 王凤山 国民革命军陆军第34军暂编45师师长
- 王远音 八路军冀中军区第8军分区政治委员
- 王泊生 八路军冀南军区第6军分区政治委员
- 吴师孟 新四军第2师军工部部长
- 汪洋 八路军鲁中军区第1军分区政治委员
- 王璞 抗日儿童团团长
- 王少奇 八路军冀热辽军区卫生部部长
- 王甲本 国民革命军陆军第79军军长
- 王克山 八路军胶东军区第5旅13团2营4连2班副班长
- 王剑岳 国民革命军陆军第57军8师副师长
- 吴其芳 新四军第5师供给部部长
- 吴玉光 东北抗日联军第六军第四师政治部主任
- 王先臣 八路军冀中军区第6军分区司令员
- 吳國璋 陆军 中将 第75師副師長
- 韋健森 陸軍 第1043團團長
- 王二小 少年抗日英雄
- 王兆兰 中国工农红军第32军南满游击队总队长
- 王润波 国民革命军陆军第17军25师149团团长
- 武止戈 察哈尔民众抗日同盟军总指挥部参谋主任
- 王学尧 中共密山县委书记
- 万全策 中央陆军军官学校教导总队第1旅参谋长
- 王天祥 空军第3航空大队副大队长
- 王凤阁 辽宁民众自卫军第19路军司令
- 王以哲 国民革命军陆军第67军军长
- 王麟 国民革命军陆军第41军124师740团团长
- 王崇实 冀东抗日联军第5总队政治主任
- 王毓峰 东北抗日联军第4军2师师长
- 王德林 中国国民救国军总指挥
- 吴玉光 东北抗日联军第6军4师政治部主任
- 吴汝鎏 空军第3航空大队大队长
- 吴景才 东北抗日联军第3军新编2师政治部主任
- 汪成钧 国民革命军陆军第75军13师37旅副旅长
- 武伦佩 八路军第129师先遣纵队独立大队大队长
- 温健公 河北民军总指挥部秘书长兼政治部主任
- 魏长魁 东北抗日联军第9军政治部主任
- 魏震亚 八路军晋察冀边区抗日游击第1独立大队副司令员
- 王赤 新四军江南抗日义勇军第3路政治部副主任
- 王文彬 中共苏鲁豫区党委统战部部长
- 王自衡 山东省保安第24旅旅长
- 王作栋 八路军第129师平汉抗日游击纵队政治部主任
- 王克仁 东北抗日联军第5军代理政治部主任
- 武汉卿 忠义救国军第10路司令
- 王丰庆 新四军江南指挥部独立1团团长
- 王友德 新四军豫鄂挺进纵队第3团队政治委员
- 王伟民 八路军冀鲁豫军区第2军分区政治部主任
- 王汝起 东北抗日联军第2路军2支队支队长
- 王邦秀 八路军第120师政治部民运部副部长
- 韦灿 国民革命军陆军第31军131师392团团长
- 魏春波 丰（润）滦（县）迁（安）联合县抗日民主政府县长
- 王苏 新四军第5师鄂南独立5团团长
- 王志 八路军冀中军区第6军分区2团政治委员
- 王志成 湖西专署贸易局局长
- 王者兰 蠡县抗日民主政府县长
- 王贤光 八路军第120师大青山骑兵支队2团团长
- 王儒钦 国民革命军陆军第98军42师参谋长
- 吴匡五 陵县抗日民主政府县长

## X
| 姓名   | 军衔             | 职务                                                     | 时间           | 牺牲地点       | 备注       |
| ------ | ---------------- | -------------------------------------------------------- | -------------- | -------------- | ---------- |
| 謝志恒 | 上校（追贈少將） | 国民革命军陆军第170師第508旅第1016团团长                 | 1937年11月13日 | 江苏常熟李家橋 |            |
| 夏国璋 | 少將（追贈中將） | 国民革命军陆军第7軍第175师副师长                         | 1937年11月21日 | 浙江湖州吳興区 |            |
| 谢鼎新 | 上校（追贈少將） | 国民革命军陆军第176师第1团团长                           | 1937年11月24日 | 上海陳家行     |            |
| 谢彩轩 | 上校（追贈少將） | 国民革命军陆军第66军第159师第477旅旅长                   | 1937年12月12日 | 江苏南京麒麟门 |            |
| 萧山令 | 少將（追贈中將） | 国民革命军陆军宪兵副司令                                 | 1937年12月13日 | 江苏南京下關   |            |
| 谢升标 | 少將（追贈中將） | 国民革命军陆军苏、浙、皖游击司令                         | 1938年4月      | 安徽广德       |            |
| 谢晋元 | 上校（追贈少將） | 國民革命軍陆军第88師第262旅第524团团长                   | 1941年4月24日  | 上海孤軍營     | 遭漢奸刺殺 |
| 邢清忠 | 少將（追贈中將） | 国民革命军陆军第15军第65师师长                           | 1941年5月14日  | 山西洪洞太岳山 |            |
| 许国璋 | 少將（追贈中將） | 国民革命军陆军第150师师长                                | 1943年11月21日 | 湖北陬市畬田坪 |            |
| 蕭孝泽 | 少將             | 国民革命军陆军第36集团军总司令部高级参谋兼参谋处代理处长 | 1944年5月21日  | 河南林州秦家坡 |            |

- 肖特 军政部航空学校美籍飞行教官
- 夏云杰 东北抗日联军第6军军长
- 徐秋 八路军冀鲁豫军区第8军分区司令员
- 谢家庆 八路军晋冀豫军区第4军分区政治委员
- 希伯 波兰记者
- 辛锐（女） 山东姊妹剧团团长
- 项英　新四军副军长
- 许亨植 东北抗日联军第3路军总参谋长兼第3军军长
- 夏云超 八路军胶东军区卫生部部长
- 徐宝珊 八路军第129师新编8旅24团团长
- 谢翰文 八路军总部后勤部政治部主任
- 肖永智 八路军冀南军区第7军分区司令员
- 解蕴山 冀南第1专署专员
- 徐达三 辽宁民众自卫军第8路军司令
- 谢振平 北平市卫生局局长
- 解固基 国民革命军陆军第43军26师152团团长
- 宣侠父 八路军总司令部高级参议
- 夏次叔 国民革命军陆军第5战区民众总动员委员会组织部部长
- 徐光海 东北抗日联军第6军1师政治部主任
- 许成淑 东北抗日联军第一路军第三方面军十三团机枪班班长
- 徐荣奎 国民革命军陆军第53军130师775团团长
- 徐积璋 国民革命军陆军第19军70师205旅旅长
- 许佩坚 八路军晋察冀军区独立第4团团长
- 萧国生 新四军第1支队2团政治处主任
- 徐世奎 新四军第4支队7团政治委员
- 熊德成 八路军晋察冀军区第2军分区副司令员兼参谋长
- 许晴 鲁迅艺术学院华中分院戏剧系主任
- 许维新 溧水县抗日民主政府县长
- 辛俊卿 八路军冀鲁豫军区第1军分区政治部主任
- 夏瑞香 中共冈西县委书记
- 熊桐柏 新四军第5师14旅42团团长

## Y
| 姓名   | 军衔             | 职务                                                                   | 时间           | 殉国地点         | 备注 |
| ------ | ---------------- | ---------------------------------------------------------------------- | -------------- | ---------------- | ---- |
| 阎海文 | 少尉（追贈中尉） | 國民革命軍空军第5大队第25分隊飞行员                                    | 1937年8月17日  | 上海             |      |
| 姚子青 | 中校（追贈少將） | 国民革命军陆军第98师第292旅第583团第3营营长                            | 1937年9月10日  | 上海寶山         |      |
| 楊作源 | 上校             | 国民革命军陆军第52师第312团团长                                        | 1937年11月     | 上海苏州河       |      |
| 易安华 | 少將             | 国民革命军陆军第87师259旅旅长                                          | 1937年12月12日 | 江苏南京莫愁湖   |      |
| 姚中英 | 少將（追贈中將） | 国民革命军陆军第83军156师参谋长                                        | 1937年12月12日 | 江苏南京太平門   |      |
| 嚴傳經 | 上尉（追贈少校） | 國民革命軍海軍義寧號巡防砲艇艇長                                       | 1938年6月25日  | 江西湖口白滸塘   |      |
| 杨家骝 | 上校（追贈少將） | 国民革命军陆军第60师第108旅第360团团长                                 | 1939年3月26日  | 江西隸樹港崐山境 |      |
| 燕鼎九 | 上校（追贈少將） | 国民革命军陆军第1战区游击挺进军22纵队副司令兼河南省第8军分区保安副司令 | 1941年1月      | 河南汝南         |      |
|        | 少將             | 国民革命军陆军第62军第151师副师长                                      | 1944年7月21日  | 湖南衡陽郑家冲   |      |

- 叶成焕 八路军第129师386旅772团团长
- 杨靖远 八路军冀鲁边军区津南军分区司令员
- 叶辅平 新四军军需处处长
- 杨裕民 八路军冀东抗日联军第1路政治部主任
- 杨木贵 新四军第3支队军需处主任
- 杨靖宇 东北抗日联军第1路军总司令兼政治委员
- 杨忠 八路军第115师教导6旅政治部主任兼冀鲁边军区政治部主任
- 袁国平 新四军政治部主任
- 八路军胶东军区第3军分区政治委员
- 杨宏明 八路军冀南军区第4军分区司令员
- 姚显微 国立中正大学文史系教授、抗日战地服务团团长
- 易良品 八路军冀南军区第6军分区司令员
- 杨大章 冀热边行政公署第1专署专员
- 杨小根 八路军冀中军区第6军分区44区队2小队副队长
- 杨学诚 新四军第5师鄂皖兵团指挥部政治委员
- 郁达夫 新加坡文化界抗日联合会主席
- 杨太和 东北抗日同盟军第4军1师师长
- 杨杰 国民革命军陆军第1军1师1旅副旅长
- 尉迟凤岗 国民革命军陆军第3军7师21旅副旅长
- 雍济时 国民革命军陆军第26军33师195团团长
- 中共冀鲁边工委书记
- 远静沧 山东西区人民抗敌自卫团政治部主任
- 严家训 国民革命军陆军第60军183师541旅1082团团长
- 杨二 冀东民众抗日救国军司令
- 杨怀 国民革命军陆军第18军60师180旅359团团长
- 杨俊恒 东北抗日联军第1路军3师参谋长
- 杨炼煊 国民革命军陆军第22军50师148旅副旅长
- 杨镇华 国民革命军陆军第12军22师132团团长
- 郁仁治 山东省第1区行政督察专员
- 易式谷 国民革命军陆军第22军司令部副官处处长
- 姚第鸿 山东省第6区抗日游击司令部政治部副主任
- 祯 东北抗日联军第9军副官长
- 杨铁成 八路军冀中军区回民支队政治部主任
- 姚新一 中共吉东省委秘书长
- 八路军东海指挥部指挥兼政治委员
- 尹世胄 朝鲜义勇军将领
- 尹国赤 八路军留守兵团警备第7团团长
- 袁聘之 山东省保安第22旅旅长
- 阎锡九 八路军晋察冀军区冀东军分区供给部部长
- 尹子魁 中共讷河县委书记
- 杨威（女） 中共京安中心县委委员兼妇女部部长
- 杨生 湘赣鄂边区游击挺进军总指挥部南浔挺进纵队参谋长兼游击第2支队司令
- 杨常安 新四军豫鄂挺进纵队信应独立团团长
- 雨晴 八路军山东纵队第5旅15团政治委员
- 郁永言 大众日报社通讯部部长
- 姚振山 抗日义勇军军长

## Z
| 姓名   | 军衔                 | 职务                                                 | 时间           | 牺牲地点       | 备注 |
| ------ | -------------------- | ---------------------------------------------------- | -------------- | -------------- | ---- |
| 赵登禹 | 中將（追贈上將）     | 国民革命军陆军第29军第132师师长                      | 1937年7月28日  | 河北南宛大紅門 |      |
| 张诚德 | 少將                 | 国民革命军陆军骑兵第2军第3师师长                     | 1937年8月      | 河北張家口     |      |
| 郑廷珍 | 少將（追贈中將）     | 国民革命军陆军第9军独立第5旅旅长                     | 1937年10月16日 | 山西忻口       |      |
| 張空逸 | 上校（追贈少將）     | 国民革命军陸軍第62師第367團團長                      | 1937年11月9日  | 江蘇松隱       |      |
| 雷震   | 少將（追贈）         |                                                      | 1937年12月13日 | 江苏南京       |      |
| 朱赤   | 少將                 | 国民革命军陆军第88师262旅旅长                        | 1937年12月12日 | 江苏南京雨花台 |      |
| 赵锡章 | 少將（追贈中將）     | 国民革命军陆军第70师第215旅旅长                      | 1938年2月21日  | 山西隰縣       |      |
| 赵渭滨 | 少將（追贈中將）     | 国民革命军陆军第41军第122师参谋长                    | 1938年3月17日  | 山東滕縣       |      |
| 趙紹宗 | 少將                 | 國民革命軍第五十三軍一一六師師長                     | 1940年4月16日  | 湖北嶽陽       |      |
| 周元   | 中將                 | 国民革命军陆军第48军第173师副师长                    | 1938年5月9日   | 安徽蒙城       |      |
| 朱家麟 | 少將                 | 国民革命军陆军第40军第39师第115旅旅长                | 1938年5月11日  | 江苏沛县       |      |
| 周卓然 | 少將                 | 国民革命军陆军骑兵第6军第7师师长                     | 1938年8月28日  | 山西芮城风陵渡 |      |
| 朱炎晖 | 少將（追贈中將）     | 国民革命军陆军第94军第185师第546旅旅长               | 1938年11月3日  | 湖北武漢       |      |
| 張諝行 | 中將（追贈上將）     | 国民革命军第1戰區司令長官部副參謀長                  | 1939年3月7日   | 陕西西安       |      |
| 郑作民 | 少將（追贈中將）     | 国民革命军陆军第2军副军长兼第9师师长                 | 1940年2月3日   | 廣西南宁崑崙關 |      |
| 钟毅   | 中將                 | 国民革命军陆军第173师师长                            | 1940年5月9日   | 湖北蒼苔       |      |
| 张自忠 | 上將（追贈二級上將） | 国民革命军陆军第33集团军总司令                       | 1940年5月16日  | 湖北宜城南瓜店 |      |
| 朱實夫 | 少將                 | 国民革命军陆军新編第3師副師長                        | 1941年         |                |      |
| 朱鴻勳 | 中將（追授）         | 国民革命军陆军第53军副军长兼第116师师长              | 1940年10月29日 | 湖北鄂州華容鎮 |      |
| 张琦   | 查證中               | 国民革命军陆军第66军新编第38师第113团团副兼第3营营长 | 1942年4月20日  | 緬甸马圭仁安羌 |      |
| 朱世勤 | 中將                 | 国民革命军陆军暂编第30师师长                         | 1942年5月4日   | 山東单县潘莊   |      |
| 左权   | 少將                 | 国民革命军陆军第18集團軍（8路軍）副参谋长            | 1942年5月25日  | 山西遼縣麻田   |      |
| 張慶澍 | 少將                 | 国民革命军魯蘇戰區游擊隊高級參謀                     | 1942年8月      | 山東沂水唐王山 |      |
| 周复   | 中將                 | 国民革命军陆军鲁苏战区政治部主任                     | 1943年2月21日  | 山東安丘城頂山 |      |
| 張少舫 | 少将                 | 国民革命军陆军第113師參謀長                          | 1943年2月21日  | 山東安丘城頂山 |      |
| 周志開 | 少校（追贈中校）     | 国民革命军空軍第4大隊23中隊中隊長                    | 1943年12月14日 | 湖北长阳       |      |
| 周鼎铭 | 少將                 | 国民革命军陆军第36集團軍副官                         | 1944年5月21日  | 河南秦家坡     |      |

- 张敬文 中共哈尔滨市市委书记
- 赵一曼（女） 东北人民革命军第3军1师2团政治委员
- 赵明信（女） 中共西安（今吉林省辽源市）区委任组织部部长
- 张中华 东北抗日联军第5军政治部主任
- 张甲洲 中国工农红军第36军江北独立师师长
- 赵崇德 八路军第129师358旅769团3营营长
- 周建屏 八路军晋察冀军区第4军分区司令员
- 朱立文 新四军第5师15旅副旅长
- 朱毓淦 中共山东鲁中区党委社会部部长
- 周子昆 新四军副参谋长兼新四军教导总队总队长
- 周文彬 冀热边特委组织部长，开滦五矿大罢工和武装大暴动领导人
- 张仁槐 八路军冀中军区政治部宣传部部长
- 张元豹 马来西亚共产党中央委员兼宣传部部长
- 张友清 八路军前方总部司令部秘书长
- 郑文道 中央社会部情报人员
- 赵尚志 东北抗日联军第2路军副总指挥兼第3军军长
- 钟效培 中共中央山东分局青年运动委员会书记
- 朱程 八路军冀鲁豫军区第5军分区司令员
- 赵义京 八路军冀南军区第5军分区司令员
- 曾仁文 八路军总部后勤部参谋主任
- 张文彬 中共南方工作委员会副书记兼组织部部长
- 邹韬奋 新闻记者、出版家
- 张洪仪 八路军鲁南军区独立支队政治委员
- 周礼平 广东人民抗日游击队韩江纵队第1支队政治委员
- 鄭蘋如（女）和中统有联系的地下抗日活动
- 张竞渡 黑龙江步兵暂编第2旅旅长
- 朱云光 东满抗日联合军指挥部副指挥
- 朱守一 密山游击队队长
- 张文偕 饶河反日游击大队大队长
- 张锡武 黑龙江民众抗日救国军第1军司令
- 张玉珩 东北人民革命军第3军政治部主任
- 左子元 东北抗日联军第1军第11独立师师长
- 朱诚 晋察冀抗日义勇军第5支队党代表
- 朱芝荣 国民革命军陆军第67军107师319旅旅长
- 张本禹 国民革命军陆军第13军4师12旅副旅长
- 张树桢 国民革命军陆军第19军72师416团团长
- 张倬甫 北宁铁路局总工程师
- 周建华 东北抗日联军第1路军3师政治委员
- 周树东 东北抗日联军第1路军４师师长兼政治委员
- 朱仰兴 八路军晋察冀军区第11大队大队长
- 邹绍孟 国民革命军陆军第41军124师参谋长
- 张传福 东北抗日联军第6军2师师长
- 张廷玉 国民革命军陆军第3军7师政训处处长
- 张连科　东北抗日联军第3军3师师长
- 张宗兰（女） 中共佳木斯市委妇女部部长
- 张郁光 鲁西北政治干部学校副校长
- 张相武 东北抗日联军第4军1师师长
- 张耕野 中共佳木斯市委组织部部长
- 张镜远 国民革命军陆军第36军新编23师2旅旅长
- 周平 山西战地总动员委员会游击第1支队副支队长
- 赵庆吉 中国少年铁血军第2路军总指挥
- 赵振威 冀东抗日联军第1总队总队长
- 钟芳峻 国民革命军陆军第63军153师459旅旅长
- 朱毅先 国民革命军陆军第1战区第7游击纵队副司令
- 周龙凤 新四军宿西抗日总队总队长
- 赵伊坪 中共鲁西区党委秘书长兼统战部部长
- 钟蛟蟠 八路军晋察冀军区政治部宣传部副部长
- 朱启杰（女） 泗县妇救会主任
- 朱爱周 赣榆常备旅旅长
- 邹志辉 新四军豫鄂挺进纵队应城县抗日游击大队大队长
- 张炯 八路军鲁南军区第3军分区参谋长
- 张敬 国民革命军陆军第33集团军总司令部高级参谋
- 张乃东 涿（县）固（安）新（城）联合县抗日民主政府县长
- 张兰生 东北抗日联军第3军政治部主任
- 张咨明 八路军山东纵队第5支队14团政治委员
- 张镇华 东北抗日联军第5军3师师长
- 周文富 国民革命军陆军第7军171师1021团团长
- 左克（女） 八路军晋察冀军区白求恩学校校部副指导员兼党支部书记
- 朱凡（女） 中共辛莫区委书记
- 朱长清 新四军第6师18旅54团团长
- 朱宝琛 八路军晋察冀军区雁北支队代理参谋长
- 朱廉贻 兴化县抗日民主政府县长
- 张铎 八路军山东纵队第5旅政治部副主任
- 张忠喜 东北抗日联军第10军副军长兼参谋长
- 张裕生 新四军豫鄂挺进纵队信应总队总队长
- 张雅韵 国民革命军陆军第72军新编15师44团团长
- 周乐生 新四军第6师16旅47团政治处主任
- 周叔屏 新四军第5师安随应游击支队支队长
- 郑行郯 新四军津浦路东联防司令部六合独立团政治委员
- 赵镈 中共鲁南区党委书记兼八路军鲁南军区政治委员（被国军枪决）
- 赵伯华 新四军第6师18旅51团参谋长
- 张殿臣 忠义救国军第七路军

A B C D F G H J K L M P Q R S T W X Y Z